# 879
Раннє Середньовіччя •  Епоха вікінгів •  Золота доба ісламу •  Реконкіста

## Геополітична ситуація
У Візантії триває правління Василя I Македонянина. Володіння Каролінгів займають значну частину Європи, але реальна влада належить уже не королям, а грандам. Північ Італії належить Італійському королівству під владою франків, середню частину займає Папська область, герцогства на південь від Римської області незалежні, деякі області на півночі та на півдні належать Візантії, інші окупували сарацини. Піренейський півострів, окрім Королівства Астурія та Іспанської марки, займає Кордовський емірат. Північну частину Англії захопили дани, на півдні править Вессекс. Існують слов'янські держави: Перше Болгарське царство, Велика Моравія, Приморська Хорватія.
Аббасидський халіфат очолює аль-Мутамід, халіфат втрачає свою могутність. У Китаї править династія Тан. Значними державами Індії є Пала, Пратіхара, Чола. В Японії триває період Хей'ан. На північ від Каспійського та Азовського морів існує Хозарський каганат. Територію на північ від Китаю захопили єнісейські киргизи.
На території лісостепової України в IX столітті літописці згадують слов'янські племена білих хорватів, бужан, волинян, деревлян, дулібів, полян, сіверян, тиверців, уличів. У Північному Причорномор'ї співіснують різні кочові племена, зокрема булгари, хозари, алани, тюрки, угри, кримські готи. Херсонес Таврійський належить Візантії. У Києві правлять Аскольд і Дір.

## Події

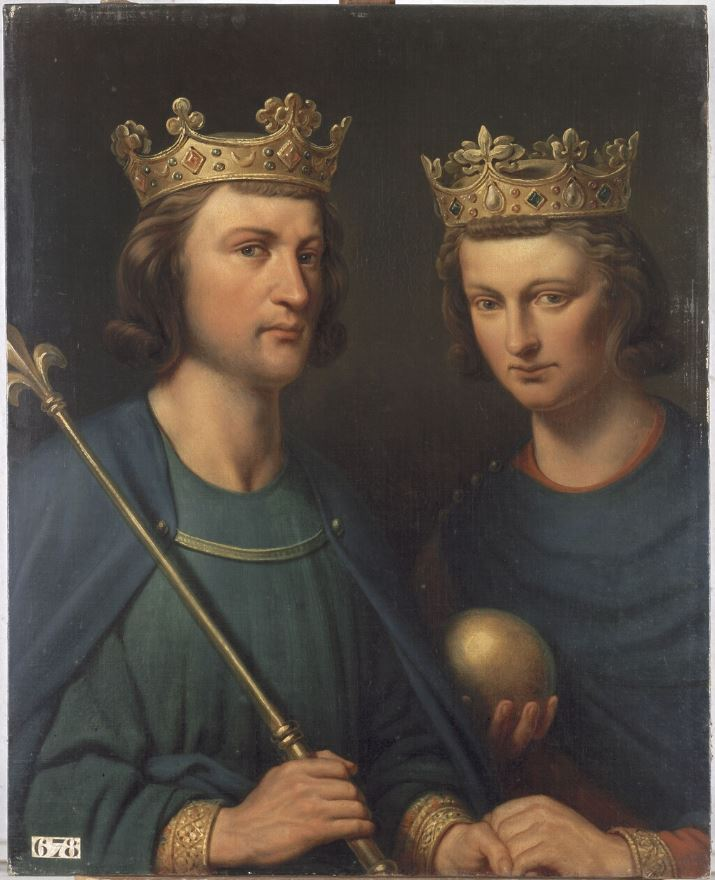
Королі Західного Франкського королівства Людовик III та Карломан II. Картина Карла Штейбена

### Франкське королівство
- Помер король Західного Франкського королівства Людовик II Заїка. Фактично він не мав влади, королівством заправляли гранди. Після смерті короля гранди розкололися на два табори. Один підтримував кандидатуру Людовика III Молодшого, другий — синів Карла II Заїки Людовика та Карломана. Зрештою Людовик III Молодший поступився, отримавши Лотарингію.
- 4 вересня Людовика III та Карломана II висвячено на королів. Обидва вони ще дуже молоді, й реальної влади не мають.
- Карломана Баварського розбив параліч, і він поділив свої володіння між братами. Карла III Товстого проголошено королем Італії. Людовик III Молодший отримав Баварію.
- Бозон В'єннський проголосив себе королем Бургундії та Провансу.
- 30 листопада королі Людовик III та Карломан II здобули перемогу над вікінгами на річці В'єнна, але їхні рейди на землі франків тільки частішають.

### Решта світу
- Розпочався Собор 879-880 років, який православна церква розглядає як частину Четвертого Константинопольського собору. Собор реабілітував константинопольського патріарха Фотія.
- Після смерті Рюрика новгородським князем стає малолітній Ігор при регентстві родича Рюрика Віщого Олега.
- Король Астурії Альфонсо III розбиває мусульманські війська біля Польвораріі-Вальдеморо.
- Повстання ренегата Умара ібн Хафсуна проти Кордовського еміра. Несамовитий шторм руйнує у гирлі Гвадалквівіра практично весь флот маврів, що був посланий в Атлантичний океан, щоб атакувати береги Галісії і Астурії. Розпочалася нова кампанія кордовського еміра проти Верхньої Межі.
- У Китаї війська повстанця Хуан Чао розграбували торговий порт Гуанчжоу. Серед пострадалих не лише китайці, а й численні чужоземні купці.
- Папа Римський Іван VIII визнав незалежність герцогства Приморська Хорватія. Утворилося герцогство Славонія.

## Народилися
- Карл III Простакуватий

## Померли
- (дата невідома) — Рюрик, правитель Новгорода, за традицією вважається родоначальником династії руських князів.